# Interrogatio Johannis
Die Interrogatio Johannis oder Das geheime Abendmahl ist ein neutestamentliches Apokryphon, das ein vertrauliches Gespräch des Apostels Johannes mit Jesus während des letzten Abendmahls wiederzugeben behauptet.

## Inhalt
Der fiktive Text bestreitet, dass die Welt von Gott geschaffen wurde, und schreibt die Schöpfung Satan zu. Theologisch ist das Werk stark bogomilisch geprägt, wobei auch ältere apokryphe Materialien eingeflossen sind.

## Einflüsse, Ursprünge
Diese Lehre hat ihre Wurzeln vermutlich in der gnostischen Vorstellung vom Demiurgen und hängt mit der Theodizee-Problematik zusammen. Christen seien Jünger Johannes des Täufers, jedoch sei die Taufe nutzlos. Opferpflicht sei ebenso wie die mosaischen Gesetze von Satan geboten.
Eine der Charakteristiken dieser Schrift ist, dass sie Zitate aus dem Alten Testament, die dort Gott spricht, Satan in den Mund legt.

## Rezeption
Die Schrift findet sich als Beweismittel in den Inquisitionsakten von Carcassonne. Ein zugesetzter Vermerk besagt, dass der katharische Bischof Nazarius dieses Werk 1190 aus Bulgarien nach Südfrankreich gebracht habe. Die Schrift ist in der vorliegenden lateinischen Form nicht vor dem 12. Jahrhundert entstanden.